# Summer Days (And Summer Nights!!)
Summer Days (And Summer Nights!!) je deváté studiové album americké skupiny The Beach Boys. Vydáno bylo v červenci roku 1965 společností Capitol Records a jeho producentem byl jeden z členů skupiny Brian Wilson. Jde o druhé ze tří studiových alb, která kapela vydala v roce 1965. V roce 1990 vyšlo album ve společné reedici s deskou The Beach Boys Today!. Kromě autorských písní obsahuje také coververzi písně „Then He Kissed Me“ od Phila Spectora (s upraveným textem pod názvem „Then I Kissed Her“).

## Seznam skladeb
1. „The Girl from New York City“ (Brian Wilson, Mike Love) – 1:53
2. „Amusement Parks U.S.A.“ (Wilson, Love) – 2:31
3. „Then I Kissed Her“ (Phil Spector, Ellie Greenwich, Jeff Barry) – 2:15
4. „Salt Lake City“ (Wilson, Love) – 2:00
5. „Girl Don't Tell Me“ (Wilson) – 2:17
6. „Help Me, Rhonda“ (Wilson, Love) – 2:45
7. „California Girls“ (Wilson, Love) – 2:37
8. „Let Him Run Wild“ (Wilson, Love) – 2:21
9. „You're So Good to Me“ (Wilson, Love) – 2:14
10. „Summer Means New Love“ (Wilson) – 1:58
11. „I'm Bugged at My Ol' Man“ (Wilson) – 2:15
12. „And Your Dream Comes True“ (Wilson, Love) – 1:02

## Obsazení
The Beach Boys
- Al Jardine – zpěv, doprovodné vokály, kytara, tleskání
- Bruce Johnston – doprovodné vokály, klavír, varhany, celesta, tleskání
- Mike Love – zpěv, doprovodné vokály, tleskání
- Brian Wilson – zpěv, doprovodné vokály, baskytara, klavír, varhany, tympány, tleskání
- Carl Wilson – zpěv, doprovodné vokály, kytara, tleskání
- Dennis Wilson – doprovodné vokály, bicí, tamburína, tleskání

Ostatní hudebníci
- Israel Baker – housle
- Arnold Belnick – housle
- Hal Blaine – bicí, timbales
- Glen Campbell – kytara
- Frank Capp – vibrafon
- Roy Caton – trubka
- Jerry Cole – kytara
- Al De Lory – varhany
- Joseph DiFlore – viola
- Steve Douglas – saxofon
- James Getzoff – housle
- William Hinshaw – lesní roh
- Harry Hyams – viola
- Plas Johnson – saxofon
- Carol Kaye – baskytara
- Bernard Kundell – housle
- Jay Migliori – saxofon
- Leonard Malarsky – housle
- Jack Nimitz – saxofon
- Bill Pitman – kytara
- Ray Pohlman – baskytara
- Lyle Ritz – kontrabas
- Howard Roberts – kytara
- Leon Russell – klavír
- Billy Lee Riley – harmonika
- Ralph Schaeffer – housle
- Sid Sharp – housle
- Billy Strange – kytara, ukulele, tamburína
- Ron Swallow – tamburína
- Tommy Tedesco – kytara
- Julius Wechter – perkuse
- Marilyn Wilson – doprovodné vokály
- Tibor Zelig – housle